# Sokolik
Der Sokolik (deutsch Forstberg) bildet den zweithöchsten Gipfel in den Falkenbergen (Sokole Góry) im Gebiet des Landeshuter Kamms (Rudawy Janowickie) in der Woiwodschaft Niederschlesien. 
Zusammen mit dem benachbarten Kreuzberg (Krzyżna Góra) bildet der Forstberg eine markante Doppelformation, die ein Wahrzeichen des Hirschberger Tals darstellt. 

## Lage und Umgebung
Der Berg liegt etwa 2 km nördlich von Fischbach (Karpniki) und besteht aus zwei Gipfelfelsen, dem begehbaren westlichen Felsen (642 m) und dem Kletterfelsen (623 m). 
Die Stahlaussichtsplattform und die Treppen, urspr. aus Holz, wurde 1885 auf Initiative des  Riesengebirgsvereins errichtet. Bis zum Jahre 1945 existierte hier auch ein Gipfelbuch, in das sich die Touristen eintragen konnten. 
Das Panorama umfasst neben dem Bober-Tal folgende Gebirgszüge: 
- Bober-Katzbach-Gebirges
- Bleibergkamm (Góry Ołowiane)
- Landeshuter Kamm (Rudawy Janowickie)
- Riesengebirge mit Schneekoppe

Der Forstberg gehört zum Landschaftsschutzpark Landeshuter Kamm (Rudawski Park Krajobrazowy).

## Zugang
Wanderwege führen von Fischbach (Karpniki), Rohrlach (Trzcińsko) und Boberstein (Bobrów) in die Falkenberge. Der leichteste Zugang erfolgt vom Parkplatz am Fischbacher Pass (Przełęcz Karpnicka, 475 m) an der Straße von Fischbach nach Jannowitz (Janowice Wielkie), von hier erreicht man auch die Bergbaude „Schweizerei“ (poln. Szwajcarka), ein ehemaliges Forsthaus, mit dem nahe gelegenen Silberstein.

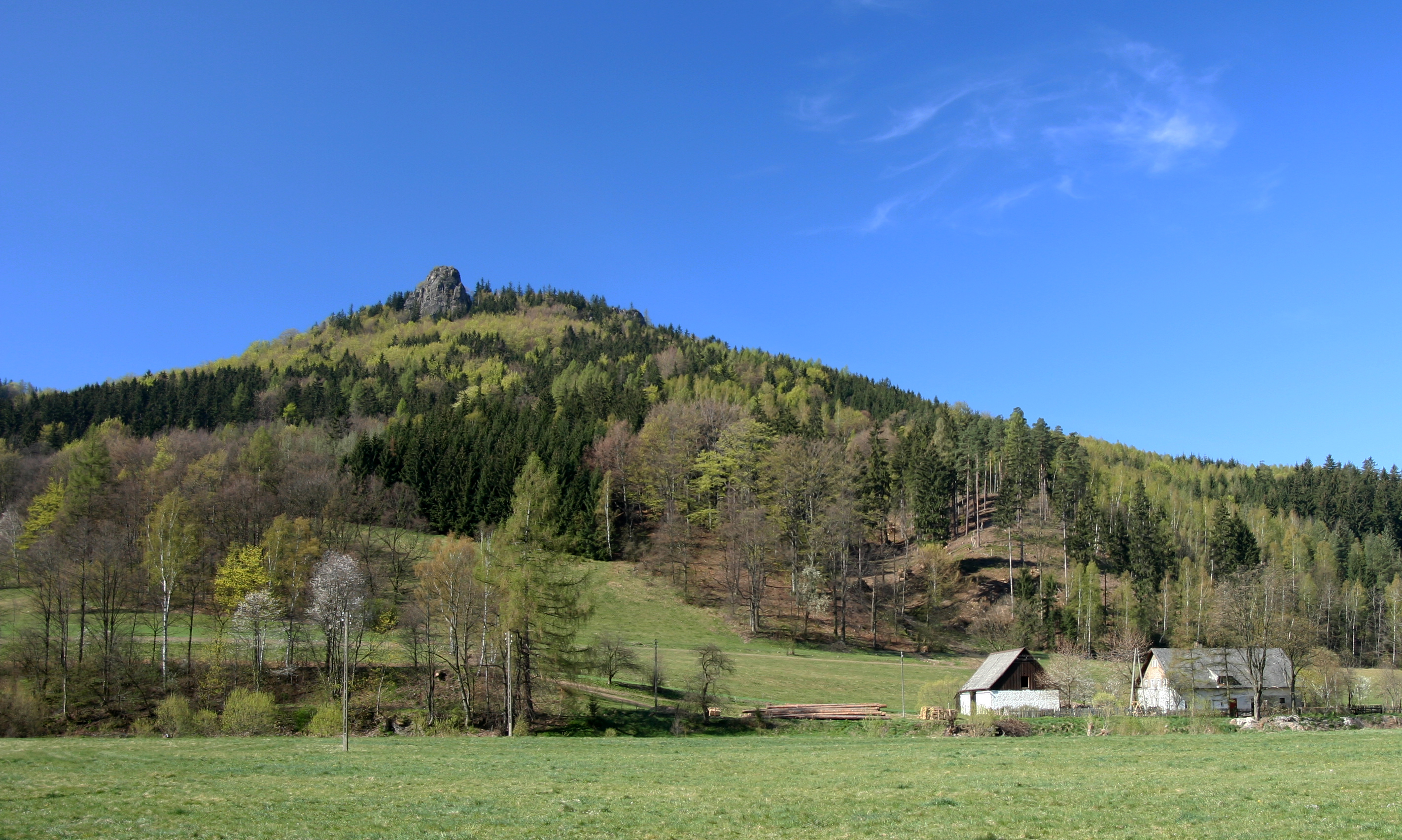
Blick von Rohrlach auf den Forstberg